# Moloko Temo
Moloko « Koko » Temo (4 juillet 1874 ? – 3 juin 2009) était une Sud-Africaine qui prétendait être la personne la plus âgée du monde, revendiquant avoir atteint l'âge de 134 ans. Elle affirmait être au moins six ans plus âgée que tous les autres prétendants vivants, mais cette affirmation n'a jamais été vérifiée par le Livre Guinness des records ni par le Groupe de recherche en gérontologie.

## Biographie
Moloko Temo affirmait être née le 4 juillet 1874 près de Bochum  au Transvaal (actuelle (province du Limpopo en Afrique du Sud). Aucun registre officiel n'était conservé à cette époque. Sa déclaration est étayée par un passeport officiel délivré en 1988.
Aveugle depuis les années 1950, elle vivait dans le nord de la province du Transvaal (actuel Limpopo), en Afrique du Sud, avec une fille ayant dépassé l'âge de 90 ans. Elle laissait derrière elle une autre fille (Evelyn) et 29 petits-enfants, ainsi que 59 arrière-petits-enfants et au moins 5 arrière-arrière-petits-enfants. Sa longévité ne semblait pas due à une alimentation saine : ses aliments préférés étaient les épinards, la viande, les sucreries et le Coca-Cola. Temo disait que le secret pour être la « personne la plus âgée de l'histoire » résidait dans la « confiance en Dieu et le respect de ses parents ».
Sa plus jeune fille, Evelyn Mothemane, avait 78 ans lorsque sa mère a célébré son prétendu 132e anniversaire, ce qui signifie qu'elle serait née lorsque sa mère avait 53 ou 54 ans. Temo expliquait cela par le fait qu'il était courant pour les femmes d'avoir des enfants plus tard dans la vie.
Malgré les affirmations contraires des médias, le Guinness World Records n'a donné aucune indication quant à son intention d'accepter cette affirmation, invoquant un manque de preuves et une improbabilité extrême. Lors de la célébration de ce qui était censé être son 134e anniversaire, il a été annoncé que de nouvelles tentatives seraient entreprises pour vérifier l'âge de Moloko Temo.
Moloko Temo est décédée de causes naturelles le 2 juin 2009 peu avant son 135e anniversaire. Deux mois plus tôt seulement, le 22 avril, elle avait voté aux élections générales.